# Цидлинский, Ян
Ян Богумил Янда Цидлинский, (чеш. Bohumil Janda Cidlinský, 1 апреля 1831, Патек близ г. Подебрады — 29 сентября 1875, Подебрады) — известный чешский беллетрист; писал, кроме исторических повестей, и поэмы (например, «Jan Talafus z Ostrova», 1864), собранные в «Narodni biblioteka» 1873 г.
Из повестей его и романов наибольшею известностью пользуются подебрадская трилогия «Pod Vysehradem» (1869), «Anna Mestecka» (1870) и «Bocek». В своих произведениях Цидлинский обнаружил хорошее знание родной истории и способность к интересному, иногда довольно изящному изложению.

## Избранные произведения
- Jaroslav (1857)
- Jan Talafús z Ostrova (1864)
- Pod Vyšehradem, Anna Městecká, Boček (трилогия времен гусистских войн, 1869—1871)
- Rosenberg (1872)
- Сборники сказок — Ze světa, Ze srdce (1873)